# White River Township (Missouri)
Pour les articles homonymes, voir White River Township.
White River Township est un township du comté de Barry dans le Missouri, aux États-Unis,. En 2000, le township comptait une population de 2 434 habitants. Il est fondé en 1841.

## Source de la traduction
- (en) Cet article est partiellement ou en totalité issu de l’article de Wikipédia en anglais intitulé « White River Township, Barry County, Missouri » (voir la liste des auteurs).